# 葉室頼昭
葉室 賴昭（はむろ よりあき、1927年〈昭和2年〉1月3日 - 2009年〈平成21年〉1月3日）は、日本の医師、神職。葉室家37代当主。

## 経歴
葉室家36代当主葉室直躬の長男として東京府に生まれた。葉室家は公家の藤原藤原北家勧修寺流（藤原為房の次男藤原顕隆が家祖）の流れを汲む伯爵家。学習院に初等科から高等科まで通った。大阪大学医学部を卒業後、勤務医を経て、形成外科医院を開業した。診療を続けながら通信教育で神職資格を勉強し、神職の最高階位である明階を取得した。神社庁の推薦を受けて平成4年（1992年）に東大阪市の枚岡神社の宮司に就任。平成6年（1994年）8月、春日大社の宮司に就任した。平成20年（2008年）3月、春日大社宮司を退任。翌21年（2009年）1月3日、肺炎で死去。
- 1927年、東京都に生まれる。
- 1953年、大阪大学医学部を卒業。
- 1955年、大阪大学医学部助手に就任。
- 1958年、医学博士となる。
- 1963年、大野外科病院長就任[2]。
- 1968年、葉室形成外科病院を開業し、開業医となる[2]。
- 1991年、神職階位・明階を取得
- 1992年、枚岡神社宮司拝命。
- 1994年、春日大社宮司拝命。
- 1999年、階位・浄階、神職身分一級を授けられる。
- 2009年、82歳で死去[2]。

## 親族
父親の葉室直躬は鍋島直柔の三男。母親の千鶴子は葉室家35代当主葉室長通の娘。母方曽祖父の妹に明治天皇の側室葉室光子。弟の頼言は葉室家の分流である粟田口家の養子となり3代目当主。初代の粟田口定孝は葉室家の出で、北野神社・八坂神社・貴船神社・住吉大社の宮司。その娘の粟田口綾子は明治天皇の女官。

## 著作

### 論文
- 「医者から春日大社宮司へ」『学士会会報』第834号、2002年1月、44-49頁。

### 単著
- 『〈神道〉のこころ』春秋社、1997年。ISBN 4-393-29911-6。（新装版：2013年9月、ISBN 978-4-393-29931-9）
- 『神道と日本人』春秋社、1999年。ISBN 4-393-29912-4。（新装版：2013年9月、ISBN 978-4-393-29932-6）
- 『神道見えないものの力』春秋社、1999年。ISBN 4-393-29913-2。（新装版：2013年10月、ISBN 978-4-393-29933-3）
- 『神道〈いのち〉を伝える』春秋社、2000年。ISBN 4-393-29914-0。（新装版：2013年10月、ISBN 978-4-393-29934-0）
- 『神道感謝のこころ』春秋社、2000年。ISBN 4-393-29915-9。
- 『神道〈徳〉に目覚める』春秋社、2001年。ISBN 4-393-29916-7。（新装版：2013年11月、ISBN 978-4-393-29935-7）
- 『神道夫婦のきずな』春秋社、2002年。ISBN 4-393-29917-5。
- 『神道いきいきと生きる』春秋社、2002年。ISBN 4-393-29918-3。
- 『心を癒し自然に生きる』春秋社、2003年。ISBN 4-393-29919-1。（新装版：2013年11月、ISBN 978-4-393-29936-4）
- 『御力』世界文化社、2004年。ISBN 4-4180-4502-3。
- 『大祓知恵のことば  ＣＤブック』春秋社、2004年。ISBN 4-393-97017-9。
- 『神道と〈うつくしび〉』春秋社、2005年。ISBN 4-393-29920-5。
- 『神道と〈ひらめき〉』春秋社、2006年。ISBN 4-393-29921-3。
- 『神道〈はだ〉で知る』春秋社、2008年。ISBN 978-4-393-29922-7。
- 『神道 おふくろの味』春秋社、2009年。ISBN 978-4-393-29924-1。

### 児童書
- 「にほんよいくに」シリーズ
  - 『えとぶんではむろぐうじがこどもにかたるにほんよいくに1』冨山房インターナショナル、2001年4月。ISBN 4-9900727-2-3。
  - 『えとぶんではむろぐうじがこどもにかたるにほんよいくに2』冨山房インターナショナル、2002年8月。ISBN 4-9900727-4-X。
  - 『えとぶんではむろぐうじがこどもにかたるにほんよいくに3』冨山房インターナショナル、2003年8月。ISBN 4-9900727-8-2。
  - 『えとぶんではむろぐうじがこどもにかたるにほんよいくに4』冨山房インターナショナル、2005年8月。ISBN 4-902385-16-3。
  - 『えとぶんではむろぐうじがこどもにかたるにほんよいくに5』冨山房インターナショナル、2006年10月。ISBN 4-9023853-2-5。
  - 『にほんよいくに』冨山房インターナショナル、2011年3月。ISBN 978-4-905194-07-1。
  - 『にほんよいくに1：日本の神さま』冨山房インターナショナル、2015年12月。ISBN 978-4-86600-000-8。
  - 『にほんよいくに2：イノチをつたえる』冨山房インターナショナル、2016年2月。ISBN 978-4-86600-001-5。
  - 『にほんよいくに3：神社のおまつり』冨山房インターナショナル、2016年4月。ISBN 978-4-86600-002-2。
  - 『にほんよいくに4：すばらしい伝統』冨山房インターナショナル、2016年6月。ISBN 978-4-86600-003-9。
  - 『にほんよいくに5：努力とかんしゃ』冨山房インターナショナル、2016年8月。ISBN 978-4-86600-004-6。
  - 『にほんよいくに6：日本人の原点』冨山房インターナショナル、2016年10月。ISBN 978-4-86600-005-3。